# Сотельдо, Йеферсон
Йе́ферсон Ху́лио Соте́льдо Марти́нес (исп. Yeferson Julio Soteldo Martínez; род. 30 июня 1997, Акаригуа, Венесуэла) — венесуэльский футболист, полузащитник клуба «Флуминенсе» и сборной Венесуэлы.

## Клубная карьера

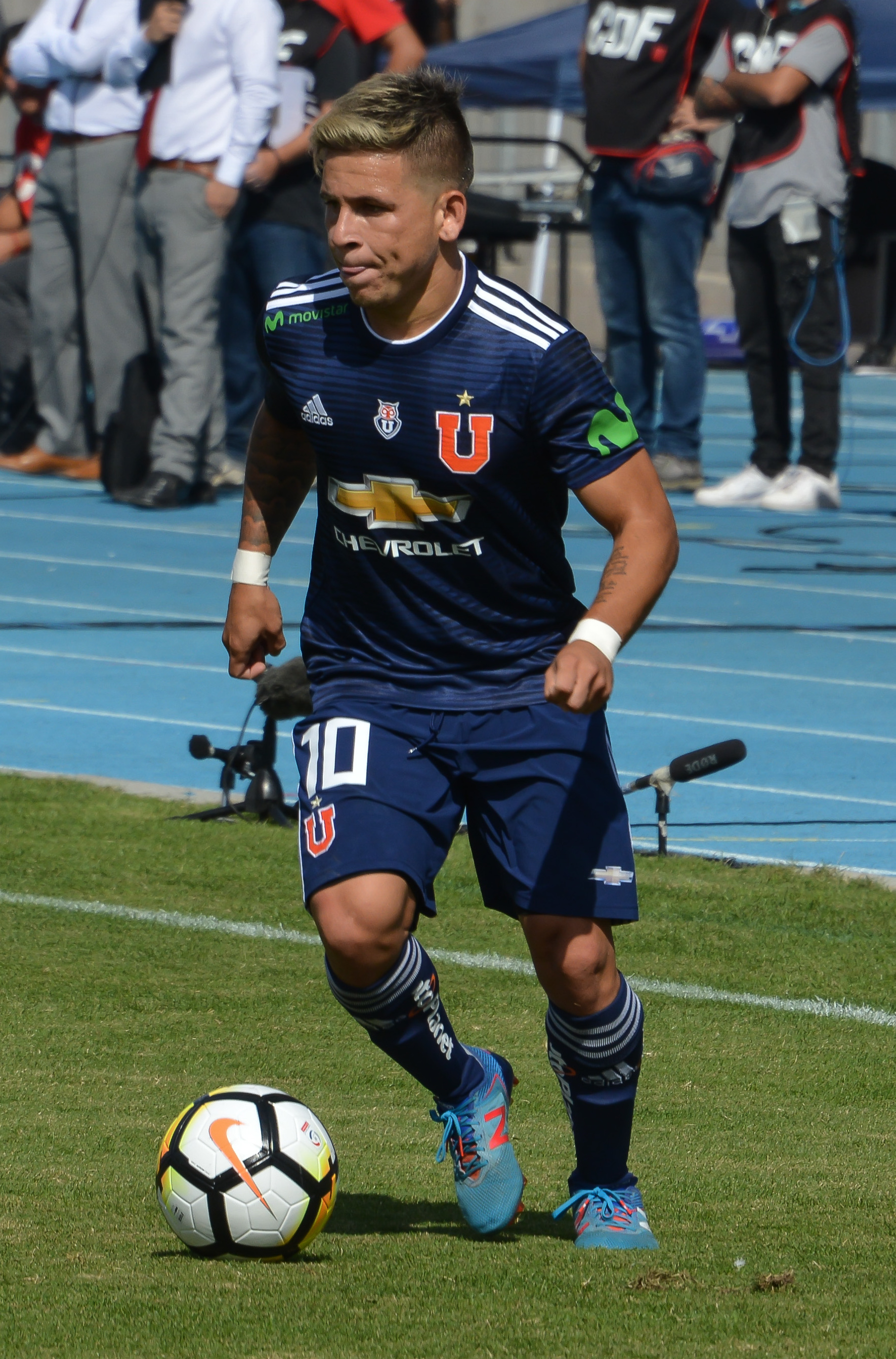
Сотельдо в составе «Универсидад де Чили»

Сотельдо начал карьеру в клубе «Самора». 16 сентября 2013 года в матче против «Атлетико Венесуэла» он дебютировал в венесуэльской Примере. 29 января 2015 года в поединке против «Карабобо» Йеферсон забил свой первый гол за «Самору». Во второй половине года он забил двенадцать мячей, став лучшим бомбардиром команды.
В начале 2017 года Сотельдо перешёл в чилийский «Уачипато». 17 февраля в матче против «Универсидад де Чили» он дебютировал в чилийской Примере. 6 августа в поединке против «Аудакс Итальяно» Йеферсон забил свой первый гол за «Уачипато».
В начале 2018 года Сотельдо на правах аренды перешёл в «Универсидад де Чили». 4 февраля в матче против «Унион Эспаньола» он дебютировал за новый клуб. 7 апреля в поединке против «Курико Унидо» Йеферсон забил свой первый гол за «Универсидад де Чили».
12 января 2019 года Сотельдо перешёл в бразильский «Сантос», подписав четырёхлетний контракт. Свой дебют за «Сантос», 24 января в матче Лиги Паулиста против «Сан-Бенту», он отметил голом. В январе 2020 года «Атлетико Минейро» предлагал за 100 % прав Сотельдо (50 % его прав оставалось у «Уачипато») $12 млн, но «Сантос» отклонил предложение и 11 февраля подписал с ним новый контракт до декабря 2023 года.
26 апреля 2021 года Сотельдо перешёл в клуб MLS «Торонто», подписав контракт по правилу назначенного игрока до конца 2025 года. По сведениям прессы за 75 % его прав «Торонто» заплатил $6,5 млн, из них 3 млн ушло «Сантосу», который также сохранил комиссию от следующей продажи в 12,5 %, и 3,5 млн досталось «Уачипато». В североамериканской лиге он дебютировал 8 мая в матче против «Нью-Йорк Ред Буллз», выйдя на замену на 55-й минуте. 7 июля в матче против «Нью-Инглэнд Революшн» он забил свой первый гол за «Торонто».
31 января 2022 года Сотельдо был обменян в мексиканский «УАНЛ Тигрес» на Карлоса Сальседо.
11 августа 2022 года Сотельдо вернулся в «Сантос», отправившись в аренду до июля 2023 года с опцией выкупа.

## Международная карьера
3 февраля 2016 года в товарищеском матче против сборной Коста-Рики Сотельдо дебютировал за сборную Венесуэлы.
В 2017 году в составе молодёжной сборной Венесуэлы Сотельдо принял участие в молодёжном чемпионате Южной Америки в Эквадоре. На турнире он сыграл в матче против команд Перу, Боливии, Колумбии, Эквадора, Бразилии а также дважды Уругвая и Аргентины. В поединках против колумбийцев, эквадорцев и уругвайцев Йеферсон забил три гола.
В том же году Сотельдо завоевал серебряные медали молодёжного чемпионата мира в Южной Корее. На турнире он сыграл в матчах против команд Германии, Вануату, Мексики, Японии, Уругвая и Англии.
Сотельдо поехал на Кубок Америки 2019, заменив в заявке сборной Венесуэлы травмированного Адальберто Пеньяранду.
Был включён в состав сборной на Кубок Америки 2021.

## Достижения
- Чемпион Венесуэлы (3): 2013/14, 2015, 2016
- Вице-чемпион Бразилии (1): 2019
- Финалист Кубка Либертадорес (1): 2020
- Вице-чемпион мира среди молодёжи (1): 2017
- Бронзовый призёр чемпионата Южной Америки среди молодёжи (1): 2017